# Băno Axionov
Pour les articles homonymes, voir Axionov.
Băno Axionov (en roumain : Băno Axionov, en anglais : Beno Axionov, en allemand : Bäno Axionov ; né le 2 avril 1946 à Minsk) est un acteur, metteur en scène, scénariste et pédagogue moldave. Il a interprété environ 200 rôles au théâtre et participé à une vingtaine de films. Nommé **Artiste émérite de Moldavie** (1991), il est lauréat de festivals théâtraux nationaux, soviétiques et internationaux. En 2006, une monographie intitulée Le Théâtre de Băno Axionov est publiée en Moldavie,.

## Biographie

### Jeunesse et formation
Băno Axionov naît dans une famille de musiciens. Son père, Max Fischman (1915-1985), est compositeur, pianiste et pédagogue, tandis que sa mère, Lidia Axionova (1923-2019), est cheffe de chœur et professeure,. Il fréquente les écoles n°3, 5, 41 et 4 de Chișinău. De 1963 à 1966, il est champion de Moldavie en course de haies sur 200 et 400 mètres, entraîné par l’entraîneur émérite Eugène Zybchenko.
En 1965, après un concours très compétitif, il intègre le département d’art dramatique de l’Institut national des arts G. Muzicescu de Chișinău (classe de Nadejda Aronetskaïa), dont il sort diplômé en 1969. Ce même cours suit un programme spécial à l’Institut de théâtre de Leningrad (aujourd’hui Institut d'État russe des arts de la scène). Dès ses années étudiantes, il participe à des émissions de radio et de télévision, joue dans des films des studios Moldova-Film et met en scène des spectacles amateurs. En 1973, il suit une formation à Moscou dans le laboratoire de mise en scène de Maria Knebel. En 2000, il complète des cours supérieurs de mise en scène à l’Académie de recyclage des professionnels des arts de Moscou (atelier de Pavel Khomski) et effectue un stage au Théâtre Mossovet,.

### Carrière

#### Débuts au théâtre
De 1969 à 1973, Axionov est acteur et assistant metteur en scène au Théâtre dramatique russe de Tiraspol (aujourd’hui Théâtre d’État de drame et comédie N. S. Aronetskaïa). Parmi ses premiers rôles marquants figurent : le diacre Gykine dans La Sorcière d’Anton Tchekhov, Rispolojenski dans Entre soi, on s’arrange toujours d’Alexandre Ostrovski, Ziablik dans La Ville à l’aube d’Alexeï Arbouzov, Obrochenov dans Les Plaisants d’Ostrovski, Mendoza dans La Duègne de Richard Brinsley Sheridan et le roi Dormidont dans À trop craindre le malheur, on ne voit pas le bonheur de Samouil Marchak. Son interprétation de Fadinard dans Un chapeau de paille d'Italie d’Eugène Labiche et Marc-Michel se distingue par un mélange d’élégance, de charme et d’un cynisme passionné, évoquant les personnages de la Comédie humaine de Honoré de Balzac.

#### Enseignement et théâtre à Chișinău
De 1971 à 1985 (avec des interruptions), il enseigne l’art dramatique à l’Institut des arts G. Muzicescu de Chișinău. De 1973 à 2006, il travaille comme acteur et metteur en scène au Théâtre dramatique russe d’État A. P. Tchekhov de Chișinău,. Ses mises en scène expérimentales, telles que Neuf instants d’après Tchekhov, Cœur simple d’après Marina Tsvetaïeva, Sganarelle ou le Cocu imaginaire et Le Mariage forcé de Molière, Le Roi Mathias Ier de Janusz Korczak, Le miracle de vivre est inexplicable d’après Andreï Voznessenski, Louise Miller d’après Cabale et Amour de Friedrich Schiller et La Voix humaine de Jean Cocteau, révèlent un metteur en scène talentueux et innovant.
Ses rôles au théâtre incluent six personnages dans Édith Piaf de V. Legentova (Louis Gassion, Jean Cocteau, spectateur, reporter, mendiant, voisin d’Édith Piaf), Don Diego dans Marta la piadosa de Tirso de Molina, Lomov dans Une demande en mariage de Tchekhov, Gilbert Sauvin dans Monsieur mourra décemment de M.-J. Sauvajon, Mortimer dans Marie Stuart de Schiller, Eremeïev dans L’Été dernier à Tchoulimsk d’Alexandre Vampilov, Baba Yaga dans Les Deux Érables d’Evgueni Schwartz et Medvedenko dans La Mouette de Tchekhov.

#### Télévision et cinéma
Dans les années 1980, Axionov anime les émissions satiriques Aricul et La Boutique d’Aricul à la télévision moldave (réalisateurs A. Souprun, L. Milnitchenko). Il joue dans le Théâtre de miniatures télévisé (réalisateurs A. Souprun, M. Riabova, B. Axionov) et incarne le bouffon Ugaïdaïka dans le cycle pour enfants Ugaïdaïka (réalisateur L. Zoti). Il participe à des spectacles dans divers lieux (Théâtre de la Maison des acteurs, Philharmonie d’État de Moldavie, télévision, Salle de l’Orgue, Théâtre national Luceafărul) et joue dans le journal satirique cinématographique Usturici des studios Moldova-Film.

#### Engagement et controverses
Axionov se distingue par son attitude engagée et ses mises en scène audacieuses, défiant les conventions du réalisme socialiste. La journaliste Maria Stankevitch, dans son article publié dans Tchaïka le 10 mai 2021, écrit : 

« Il n’avait pas peur de rester incompris par ses collègues, d’être en minorité, en opposition à la direction, et était capable, seul contre tous, de poser un acte qui relevait la barre morale et créative du collectif théâtral…. »

En 1983, lors d’une réunion du Théâtre dramatique russe de Chișinău visant à condamner l’académicien Andreï Sakharov, il le défend publiquement, provoquant des sanctions : l’annulation de la première de sa mise en scène du Cheval évanoui de Françoise Sagan, son exclusion des listes de récompenses et une enquête administrative. Ces mesures cessent après la mort du secrétaire général Iouri Andropov Il reçoit alors le titre de excellent travailleur de la culture MSSR
Vitalie Rusu, Artiste du peuple de Moldavie, écrit dans Le Théâtre de Băno Axionov : 

« Autant que je me souvienne, Băno Axionov a toujours été indépendant… D’une manière inexplicable, il parvenait à enchanter par son style d’interprétation, son ouverture, son charisme et sa personnalité humaine et créative éclatante. Un éternel leader rebelle…. »

En 1993, un fonctionnaire est nommé à un poste de direction au Théâtre dramatique russe de Chișinău A. P. Tchekhov avec pour mission de préparer les documents nécessaires à la privatisation du bâtiment du théâtre. Pour accomplir cette tâche, il ne lui fallait que l’accord et la signature du président du comité syndical du théâtre. Or, à cette époque, le président du comité syndical était Băno Axionov. On lui a proposé des récompenses très attrayantes et des perspectives d’avancement professionnel, mais il a catégoriquement refusé de signer le document de privatisation du théâtre. Ce refus a sauvé le collectif de la menace de se retrouver à la rue, mais il a également déclenché une vengeance contre lui. En conséquence, il a été violemment agressé par des bandits engagés et a été hospitalisé en réanimation.

#### Reconnaissance et départ
En 1991, il est nommé Artiste émérite de Moldavie pour ses contributions au théâtre. De 1995 à 2001, il crée une série de spectacles au Théâtre dramatique russe d’État A. P. Tchekhov à Chișinău : « Amour et haine » (d’après la pièce Angelo, tyran de Padoue de Victor Hugo),,, «On n’ordonne pas au cœur» (d’après la pièce Les Complices de Johann Wolfgang von Goethe),, «Arrêtez l’avion, je descends!» d’après Efraim Sevela,,,, Le Suicidé de Nikolaï Erdman, «Vie familiale avec un étranger, ou anniversaire avec des béquilles» de S. Lobozerova, «Rien en moi n’oubliera cela» d’après Ytshak Katzenelson, Elie Wiesel et Hannah Szenes, Le Conte du tsar Saltan de Alexandre Pouchkine, «Je t’aime tellement, maman!» d’après Nadejda Ptouchkina, et le musical «Le Secret de Mère Sureau» d’après Hans Christian Andersen. Ces productions ont conduit de nombreux critiques et amateurs de théâtre à proclamer l’émergence, au sein du collectif du Théâtre dramatique russe d’État A. P. Tchekhov, d’un «Théâtre de Băno Axionov» unique, original et d’auteur.
La critique théâtrale Olga Bejenaru, dans son article publié sur le portail AVA.MD le 3 mars 2016, déclare :

« Doté d’une profonde connaissance du métier de metteur en scène, Băno Axionov sait influencer subtilement les cordes sensibles de l’âme humaine. Il est dramaturge, manager, poète, philosophe, ami et professeur. Ses spectacles suscitent des émotions authentiques, font rire et pleurer, réfléchir et rêver, comprendre et compatir. Ils portent l’espoir, l’inspiration, la joie et la beauté. Les acteurs y forment un organisme uni, une famille créant dans une compréhension et un soutien mutuels. C’est un véritable collectif de personnes partageant les mêmes idées, où chaque participant apporte une touche personnelle au processus de répétition, et sous la direction du metteur en scène, un miracle naît : le Théâtre…. »

En 2000, sa mise en scène de Madame Bovary d’après Gustave Flaubert est interrompue avant la première en raison de son opposition à la privatisation du théâtre. Ses spectacles, bien que populaires, sont retirés du répertoire, et le ministère de la Culture recommande aux théâtres moldaves de ne pas collaborer avec lui. En 2004, malgré ces obstacles, il met en scène Le Maître chat ou le Chat botté de Charles Perrault au Théâtre national Luceafărul, un spectacle qui reste à l’affiche pendant plus de 20 ans.
Le 2 avril 2006, jour de ses 60 ans, Axionov démissionne du théâtre. Vitalie Tsapesh, Artiste du peuple de Moldavie, docteur en philosophie et professeur, écrit dans Le Théâtre de Băno Axionov :

« Băno Axionov est sans aucun doute l’une des étoiles les plus brillantes de notre théâtre… Par son caractère, son mode de vie et son expression, il est à la fois bouffon, comique, clown et tragédien. Toujours différent, complexe, parfois inconfortable et imprévisible, mais toujours éclatant et profondément bon… Il a créé une multitude d’images mémorables : comiques, tragicomiques et tragiques…. »

Depuis 2007, il vit en Allemagne, où il met en scène, anime des masterclasses et donne des conférences sur l’histoire et l’art de la Moldavie, de la Roumanie, de la Russie, de la Biélorussie et de l’Ukraine.

## Vie personnelle
- Épouse : Svetlana Dmitrenсo (née en 1951), sociologue, candidate en sciences philosophiques (1980), docteure habilitée en sociologie (2000), chercheuse principale à l’Institut de philosophie, sociologie et droit de l’Académie des sciences de Moldavie[27],[28].
- Fils (du premier mariage) : Vladislav Aksenov (né en 1976), docteur en sciences historiques (2021), chercheur principal à l’Institut d’histoire russe de l’Académie des sciences de Russie, professeur associé ayant enseigné dans plusieurs établissements universitaires de Moscou (MIREA, Université pédagogique d'État de Moscou, Académie russe de l'économie nationale, Université des finances du gouvernement russe)[29],[30],[31].
- Frère : Artur Aksenov (né en 1956), pianiste, professeur associé à l’Académie russe de musique Gnessine et à Levine Music, Washington, D.C.[32],[33].

## Principaux rôles

### Théâtre dramatique russe de Tiraspol
- Diacre Gykine – Les Paroles innocentes d’après La Sorcière de Tchekhov
- Rispolojenski – Svoï lioudi – sotchtemsia d’Ostrovski
- Roi Dormidont – Goria boïatsia – stchastia ne vidat’ de Marchak
- Ziablik – La Ville à l’aube d’Arbouzov
- Fadinard – Un chapeau de paille d’Italie de Labiche et Marc-Michel
- Isaac Mendoza – La Duègne de Sheridan
- Micha, Pepi – La Rue des trois rossignols, 17 de Dobricianin
- Făt-Frumos – La Broderie magique (conte populaire moldave)

### Théâtre dramatique russe A. P. Tchekhov de Chișinău
- Yachka – Le Verger de cerisiers de Tchekhov
- Păcală – Făt-Frumos aux boucles d’or de Golfeld
- Serveur – Les Parents de Braginski
- Don Diego – Marta la piadosa de Tirso de Molina
- Lomov, Diacre – Neuf instants d’après Tchekhov
- Gilbert Sauvin – Monsieur mourra décemment de Sauvajon
- Mortimer – Marie Stuart de Schiller
- Eremeïev – L’Été dernier à Tchoulimsk de Vampilov
- Baba Yaga – Les Deux Érables de Schwartz
- Medvedenko – La Mouette de Tchekhov
- Alain, Molière – L’École des femmes de Molière
- Menachem-Mendel – Pominalnaïa molitva de Grigori Gorine
- Cassius Chaerea – Caligula d’Albert Camus
- Spirache Necșulescu – Titanic Waltz de Tudor Mușatescu[34].

### Philharmonie d’État de Moldavie et autres scènes
- Sganarelle – Sganarelle ou le Cocu imaginaire et Le Mariage forcé de Molière
- Scènes de Cyrano de Bergerac de Edmond Rostand (Institut des arts)
- Louis Gassion, Jean Cocteau, spectateur, reporter, mendiant, voisin – Édith Piaf de Legentova
- Jeune homme – Hé, quelqu’un ! de William Saroyan
- Poète – Je meurs de soif auprès de la fontaine d’après François Villon

## Mises en scène principales

### Moldavie
- Neuf instants d’après Anton Tchekhov (Théâtre A. P. Tchekhov, Chișinău)
- Scènes de Cyrano de Bergerac de Edmond Rostand (Institut des arts)
- Le Roi Mathias Ier d’après Janusz Korczak (Théâtre de la Maison des acteurs)
- Le Cœur Nu d’après Charles Baudelaire, Paul Verlaine, Stéphane Mallarmé (Institut des arts)
- Sganarelle ou le Cocu imaginaire et Le Mariage forcé de Molière (Philharmonie d’État de Moldavie)
- Louise Miller d’après Cabale et Amour de Friedrich Schiller (Institut des arts)
- Je meurs de soif auprès de la fontaine d’après François Villon (Philharmonie d’État de Moldavie)
- La Voix humaine de Jean Cocteau (Théâtre de la Maison des acteurs)
- Le Conte du tsar Saltan de Alexandre Pouchkine (Théâtre A. P. Tchekhov)
- Le Maître chat ou le Chat botté de Charles Perrault (Théâtre Luceafărul)
- Cœur simple d’après Marina Tsvetaïeva (Théâtre de la Maison des acteurs)
- Hé, quelqu’un ! de William Saroyan (Théâtre de la Maison des acteurs)
- Le miracle de vivre est inexplicable d’après Andreï Voznessenski (Théâtre de la Maison des acteurs)
- Bolshevik - 1937 d’après Sergueï Essénine, Vladimir Maïakovski, Nikolaï Zabolotski, Ilia Selvinski, Evgueni Evtouchenko (Théâtre de la Maison des acteurs)
- Pages d’Egmont de Johann Wolfgang von Goethe et Ludwig van Beethoven (Institut des arts)
- Soleil dans les flaques d’après des auteurs moldaves et russes (Philharmonie d’État de Moldavie)
- Trente-septième année d’après des poètes soviétiques (Télévision moldave)
- Scènes de Faust de Johann Wolfgang von Goethe, trad. Boris Pasternak (Institut des arts)
- Ainsi chez nous, et chez vous ? d’après Grigori Gorine, Mikhaïl Jvanetski, Leonid Izmaïlov (Théâtre A. P. Tchekhov)
- Les Voleurs d’après Friedrich Schiller (Institut des arts)
- Amour et haine d’après Victor Hugo (Théâtre A. P. Tchekhov)
- Je t’aime tellement, maman ! d’après Nadejda Ptouchkina (Théâtre A. P. Tchekhov)
- Le Secret de Mère Sureau d’après Hans Christian Andersen (Théâtre A. P. Tchekhov)

### Allemagne
- Je meurs de… d’après Anton Tchekhov (Mannheim)
- Mille et une passions d’après Anton Tchekhov (Uni theater Karlsruhe)
- Les Carnets d’un fou d’après Nikolaï Gogol, Anton Tchekhov et divers poètes (Badisches Staatstheater Karlsruhe)[35].
- Fleur d’abricotier ou l’Agneau non sacrifié d’après Strâmbeanu (KABAX, Karlsruhe)
- Le Malheur d’avoir trop d’esprit d’après Vladimir Sollogoub (Theaterkeller, Germersheim)[36].
- L’Épouse d’un autre et le mari sous le lit d’après Fiodor Dostoïevski (Théâtre A. P. Tchekhov)[37].

### Belgique
- Fleur d’abricotier ou l’Agneau non sacrifié d’après Strâmbeanu (Blankenberge)

## Filmographie
- 1964 : Bill – Robin des Bois, réal. L. Petchorina, Tsentrnauchfilm
- 1976 : Escroc, habitué du saloon – Mark Twain contre…, réal. M. Grigoriev, Moldova-Film[38].
- 1979 : Journaliste – Et le jour viendra… (2e épisode), réal. M. Israïlev, Moldova-Film
- 1979 : Ouvrier – Bonjour, je suis arrivé, réal. M. Badikov, Moldova-Film
- 1979 : Agent – Émissaire du centre étranger, réal. V. Brescanu, Moldova-Film
- 1980 : Makhnoviste – La Grande, petite guerre, réal. V. Pascaru, Moldova-Film
- 1993 : Grizenaru – Le Train pour la Californie, réal. I. Talpa, Favorit, Eolis-Film
- 1995 : Tatar – Au fond, d’après Maxime Gorki, réal. V. Tsapesh (6 épisodes), Télévision moldave
- 1999 : Pavlik – Le Retour du Titanic, réal. I. Talpa (2 épisodes), Cinema Space
- 2000 : Électricien – Anthologie des blagues, réal. Y. Mouzyka, Moldova
- 2019 : Grand-père – Who Is Next ?, réal. B. Axionov, Germersheim Film Studio[39].